# Observatório Washburn
O Observatório Washburn é um observatório astronômico gerenciado pela Universidade do Wisconsin-Madison. Concluído em 1881, foi um importante centro de pesquisa por cerca de 50 anos. Hoje, é o lar do UW-Madison College of Letters and Science Honors Program, enquanto o telescópio permanece em uso por estudantes em cursos de astronomia introdutórios e do público em geral em algumas ocasiões.